# 三育学院中学校
三育学院中学校・中等教育学校（さんいくがくいんちゅうがっこう・ちゅうとうきょういくがっこう）は、千葉県夷隅郡大多喜町にあるキリスト教主義の私立中学校・中等教育学校である。運営は学校法人三育学院。

## 特徴
男女共学・全寮制であり、教職員も同じ敷地内に居住し、昼夜を問わず生徒たちの指導にあたっている。設立母体であるセブンスデー・アドベンチスト教会によるキリスト教プロテスタント教育を実践するミッションスクールであり、教職員も全員がクリスチャンである。
三育学院中学校卒業生の多くは、広島県三原市にある広島三育学院高等学校へ進学する。三育学院中学校から広島三育学院高等学校に進学するには、通常の入学試験受験が必要である。

## 沿革
- 1969年 - 茨城県行方郡北浦村（現在の行方市）に北浦三育中学校開校
- 2017年 - 法人理事会にて千葉県夷隅郡大多喜町への移転統合計画承認
- 2019年 - 千葉県での設置認可計画承認
- 2020年 - 大多喜町に移転。三育学院中学校開校
- 2023年 - 三育学院中等教育学校へ移行[1]、同年度入学生からは三育学院中等教育学校の生徒として入学

## 教育方針
（本節の出典）
- キリスト教を柱とした全寮制による24時間の全人教育
- 知育（知的教育）・徳育（信仰教育）・体育（健康教育）のバランスある全人的な三育教育の実践を目指す